# سعد بارع
أو مو الفرس الأعظم Mu Pegasi اسمه التقليدي Sadalbari مشتق من الاسم العربي وهو نجم في كوكبة الفرس الأعظم .
ينتمي إلى الفئة الطيفية M2 و يملك قدر ظاهري 3.5 و يبعد حوالي 108 سنة ضوئية عن الأرض